# Ytterlännäs öreg temploma
Ytterlännäs öreg temploma egy különleges, régi egyházi épület Ytterlännäs egyházközségben, Härnösand egyházmegyében. Közigazgatásilag Västernorrland megyében,  Kramfors község területén helyezkedik el, az Ångermanland történelmi tartomány területén, 13 kilométerre északra Kramfors városától, Nyland és Bollstabruk helységek között, az Ångerman-folyó közelében.

## Története, leírása
A környéken felszínre került leletek tanúsága szerint a területre már i. sz. 1000 körül megérkezett a kereszténység. Ezért valószínűsítik, hogy a mai kőtemplomnak volt fából épült elődje is.
A kőépületet az 1200-as években emelték. Egy szívósan fennmaradt helyi monda szerint, amit csak 1875 körül jegyeztek le – igaz némileg különböző formákban – öt vagy hat környékbeli gazda fogott össze a felépítésére. Az első írásos emlék 1314-ben említi, amikor is a gyülekezettől hozzájárulást kértek egy keresztes hadjárathoz. A hely neve is sok különböző alakban (Länäs, Lenes, Leenes, Ytralenis, Yterlenes stb.) maradt fenn a különféle emlékekben. 
A templomnak a korai középkorban arra is alkalmasnak kellett lennie, hogy a gyülekezet tagjainak támadók elől menedéket nyújtson. Falai több mint egy méter vastagok, és úgy készültek, hogy két, nagyobb kövekből rakott fal közét homokkal és kisebb kövekkel töltötték ki.
A korábbi külső ajtó – ami elé később épült a mai fedett előtér – messze környék legrégebbi ilyen emléke, széles, felfelé keskenyedő deszkalapokból készült. Az ajtó olyan magas, hogy a körmeneti keresztet meghajtás nélkül át lehessen vinni rajta. Az ajtó erőteljes vasalásán a kulcslyuk körül a rontást elhárító koszorú is látható. Az oroszlánfejes bronz kopogtató az ajtón 8. századi bizánci munka, minden bizonnyal a svéd vikingek révén kerülhetett az óhazába.
1390-ből fennmaradt egy adománylevél, ami szerint egy bizonyos Skiälbodhe Fardiäkesson adományáért évi két misét kért maga és rokonai lelki üdvéért. A levélből kiderül az is, hogy akkoriban a templom védőszentje Szent György volt.
Az 1400-as években épült a fedett bejárati helyiség, az úgynevezett fegyverház, valamint a sekrestye. (A modern kutatás szerint a fegyverház nevét nem annyira arról kapta, hogy itt hagyhatták a hívők fegyvereiket a mise alatt, hanem inkább itt őrizték szükség esetére a templom, mint erődítmény megvédéséhez szükséges fegyvereket.) Ekkor szélesítették ki a hosszház mentén a kórust is. A mennyezetet jelentős mértékben megemelték és téglából készült gótikus boltívekkel támasztották alá. Megnagyobbították az ablakokat is.
A templom fő ékessége, a jól megőrzött falfestés az 1490 körüli évekből származik. A templom szinte összes belső felületét gazdagon díszítették freskókkal. A 20. század elején egy mennyezeti feliratból egy professzor úgy vélte, hogy egy bizonyos Eghil mester műve a festés, de az 1960-as években kiderült, hogy a felirat tulajdonképpen, a korban nem egyedülálló módon, az ABC betűit tartalmazza. A festmények stílusa a történelmi Uppland tartomány területén kialakult Tierp-iskola stílusához áll közel. Az 1700-as években a festményeket lemeszelték, de az oltárkép mögötti Szent Orsolya-ábrázolás, valamint a mennyezet kifestése érintetlen maradt.
A legrégebbi galéria 1652-ből származik; ezt a 18. században újabbak követték. A szószék is az 1700-as években készült. A Madonna-szobor Haaken Gulleson műhelyére utal, valószínűleg a reformáció előtti utolsó uppsalai katolikus érsek, Jacob Ulfsson Örnfot 1507-es látogatásának emlékét őrzi. Ebben az időben ugyanis a trondheimi Nidarosi katedrális nagy vonzerőt gyakorolt az itteni hívőkre is. Az  érsek ezt az áramlatot szerette volna Uppsala irányába fordítani.
A keresztelőmedence Gotlandból érkezett az 1300-as években. A szárnyasoltár lübecki munka az 1470-80-as évekből. Benne két még korábbi, az 1300-as évekből származó faszobrot is elhelyeztek, ismeretlen okból eltűnt egyidős szobrok helyére. A padokat és a fapadlózatot az 1600-as években készítették. 1773-ban leégett a harangtorony, ekkor a templom újjáépítésekor egy huszártornyot emeltek a tetőre a hosszház fölé a harang elhelyezésére. A tűz oltását akadályozták a templomot körülvevő temetőben égő keresztek, ezért ettől kezdve nem emeltek keresztet a sírok fölé, csak a temetéskor állítottak egyet ideiglenesen.
A maximum 300 főt befogadó templom már 1780-ban szűknek bizonyult a környék növekvő lakossága (875 fő) számára, az időközben épült galériák dacára. Mintegy 30 évnyi vita után a 19. század közepén – amikorra a lakosság száma már elérte az 1800 főt – meg is építették az új templomot. Takarékossági okokból a régit le akarták bontani, hogy felhasználják építőanyagát, de végül 1850-ben a megtartása mellett döntöttek. 1870-től már múzeumként működtették, belépődíjat is szedtek. Érdeklődés hiányában azonban fokozatosan elhanyagolták, és 1910-13 között teljesen elhagyottan állt és romlott az állapota.
1937-ben Gustaf Näsström újságíró, művészettörténész kampányt indított a templom megmentésére, ami jelentős eredményekkel járt. 1950-re – a templom megőrzésére hozott döntés 100. évfordulójára – a Mária-harangot is visszahozták az új templomból.
1964-ben már színes dokumentumfilm készült a templomról. 1995 óta az öreg templom úti-templomként szolgál a hívő utazók számára. A nyári napforduló, a nagy északi ünnep utáni hét hétben minden nap nyitva áll a látogatók előtt, idegenvezetéssel, középkori műhely-bemutatóval és más programokkal.

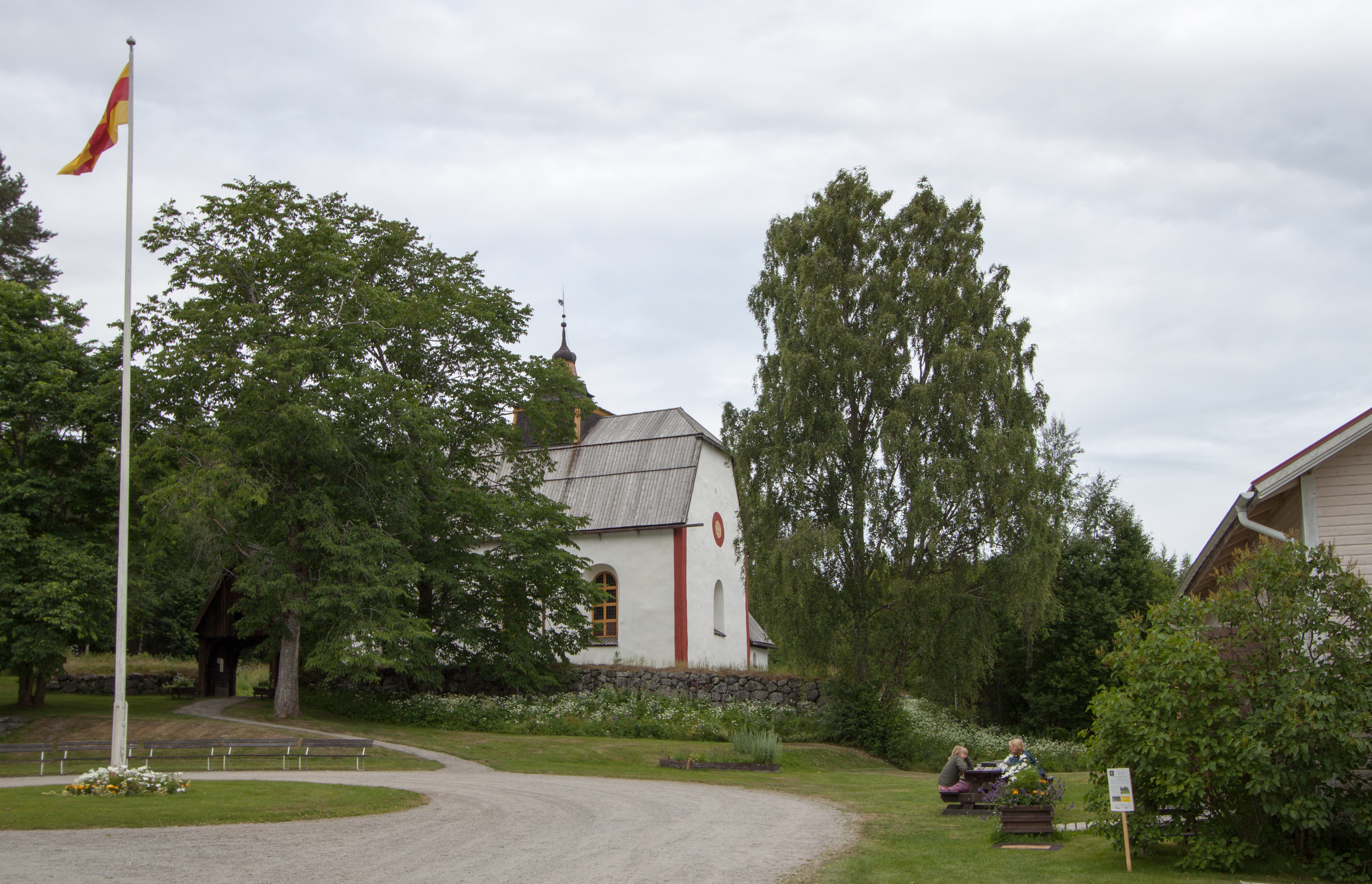
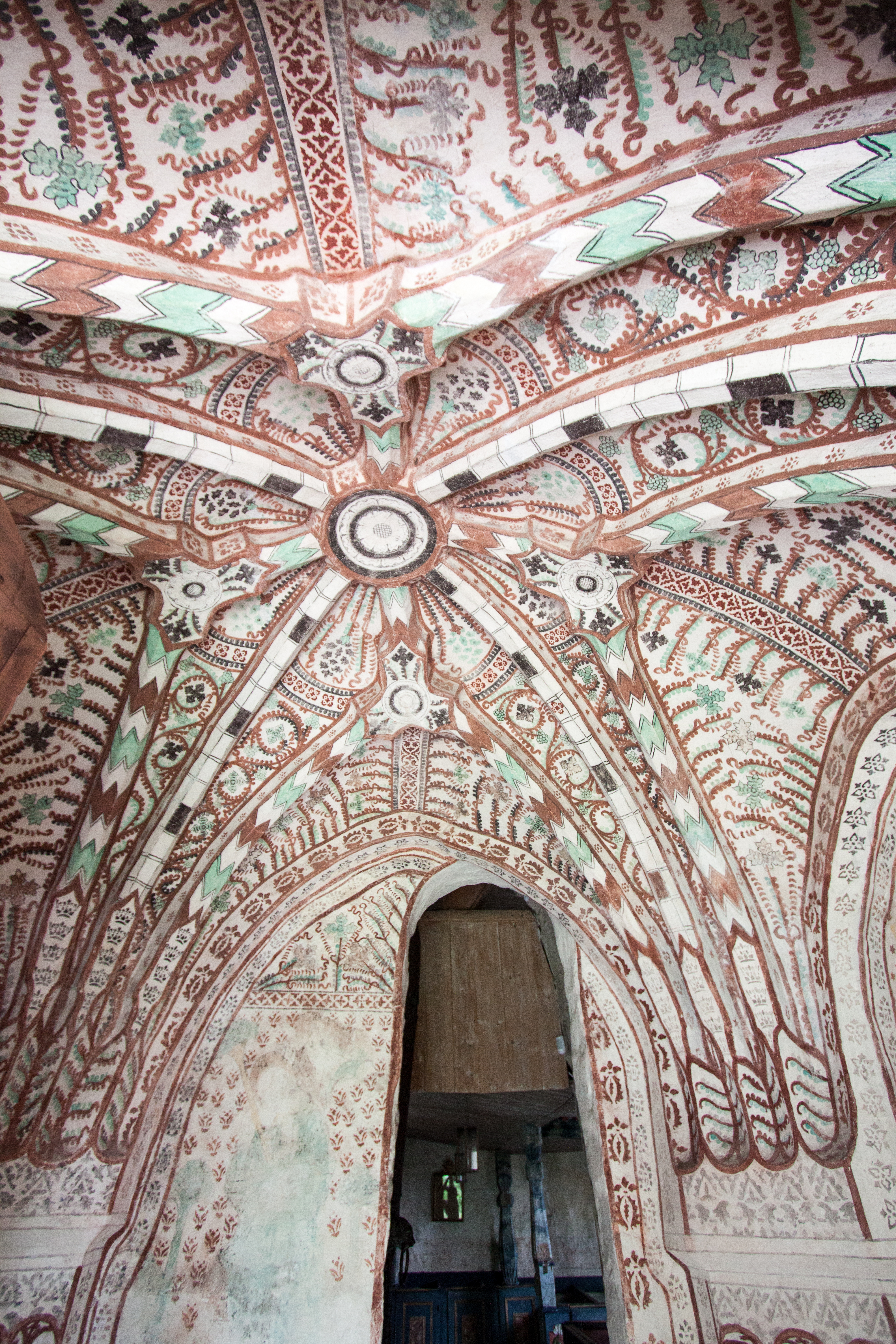
A „fegyverház” mennyezete
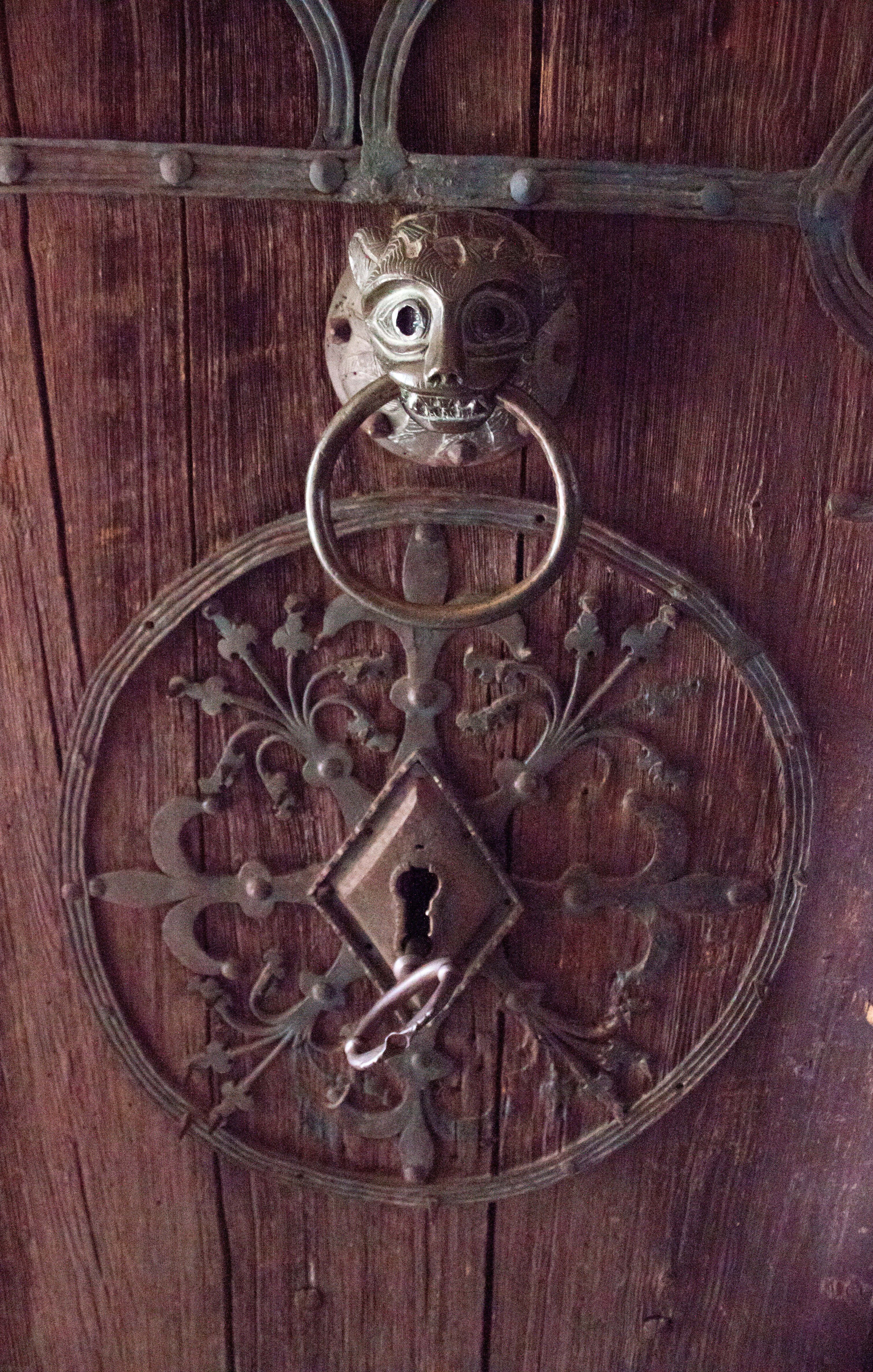
A bizánci kopogtató
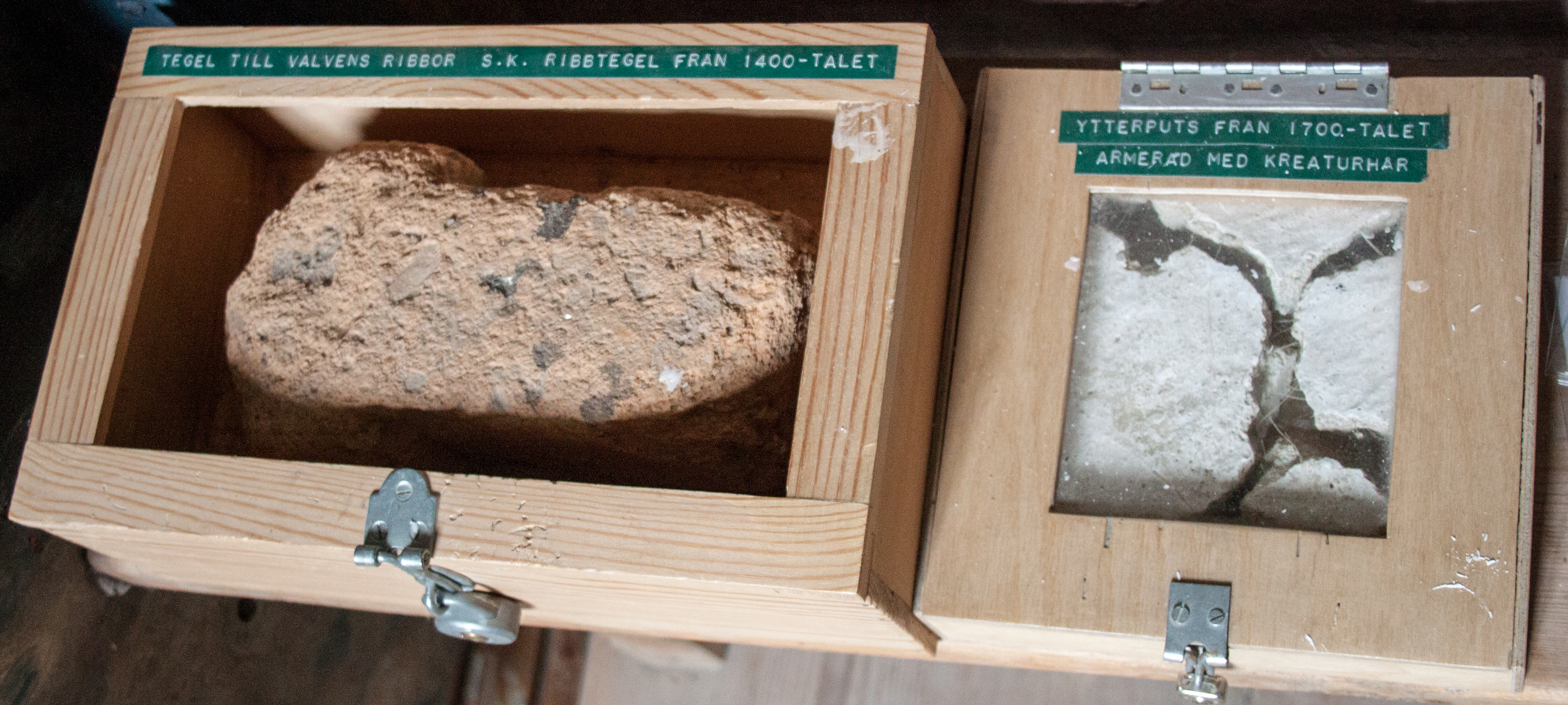
15. századi tégla a boltívekből és 18. századi vakolat
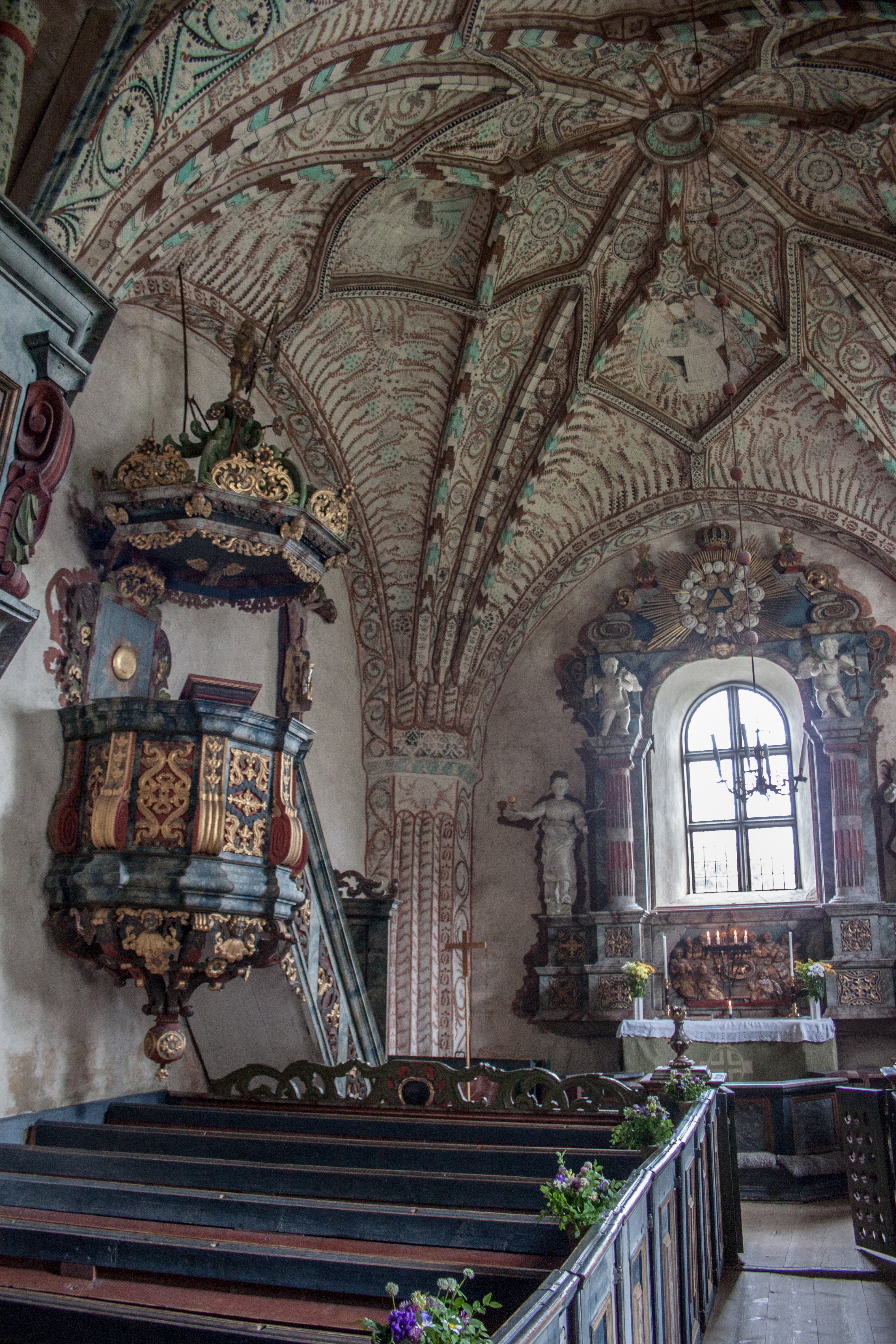
Szószék, oltár
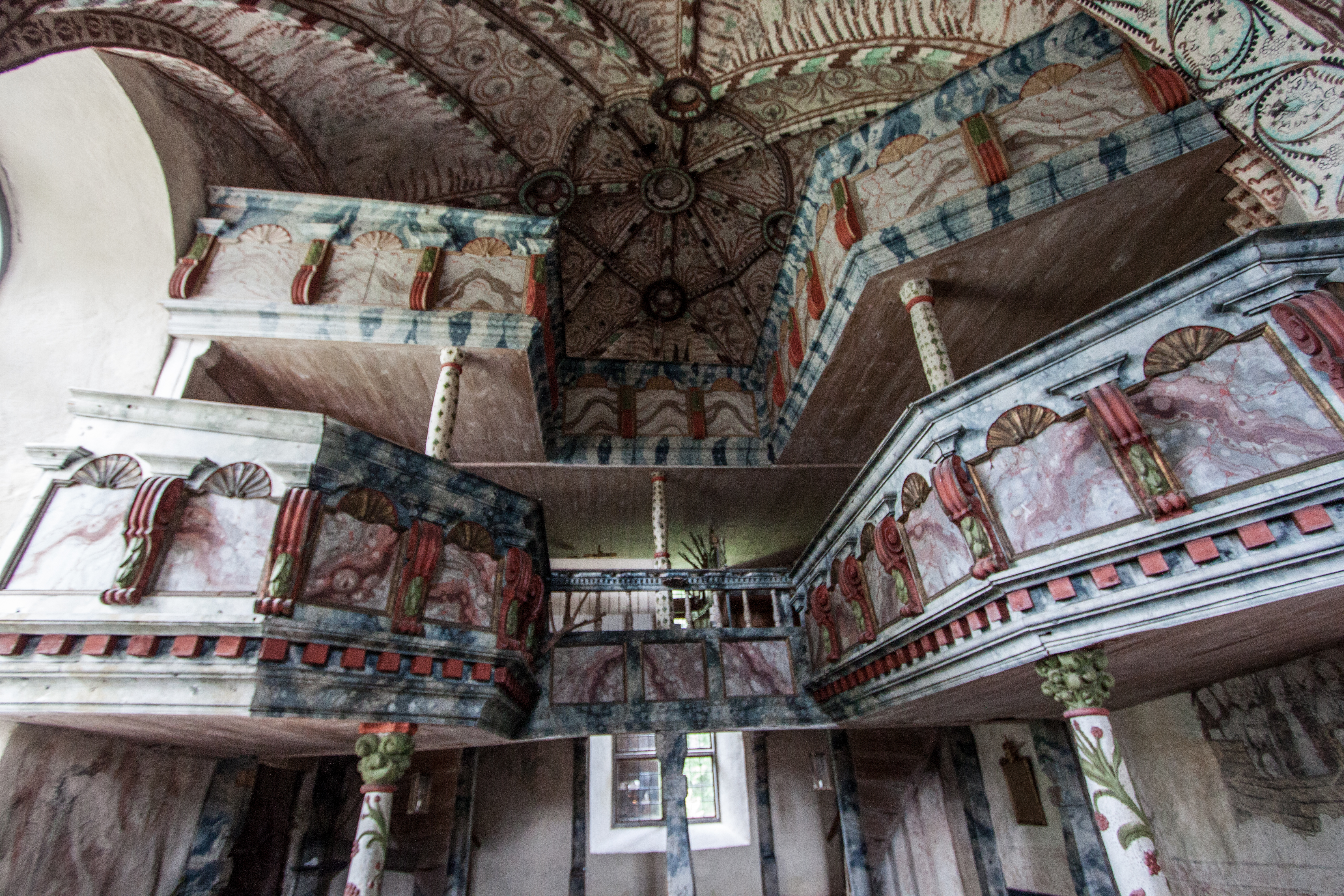
Karzatok
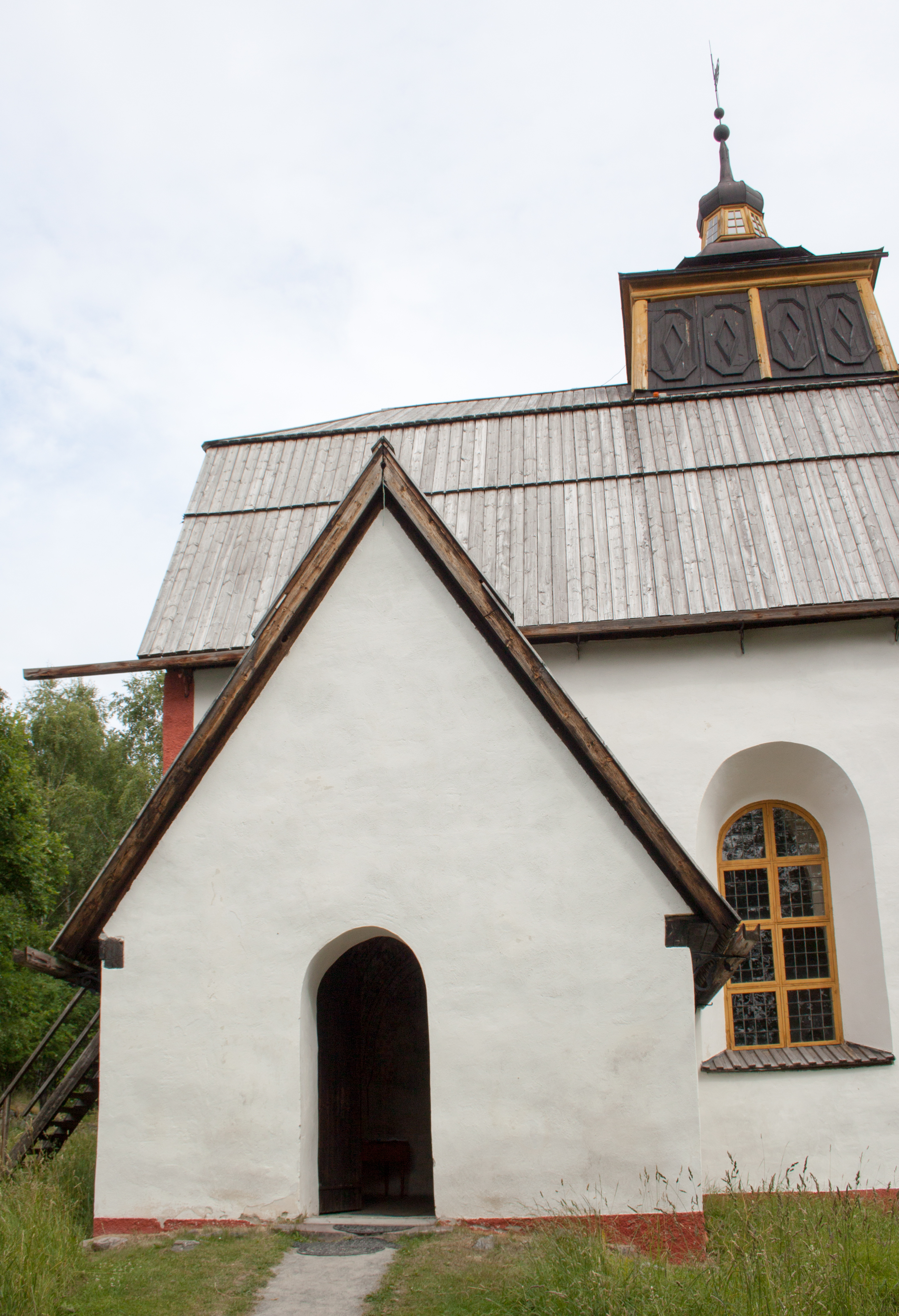
A bejárat a „fegyverházon” keresztül
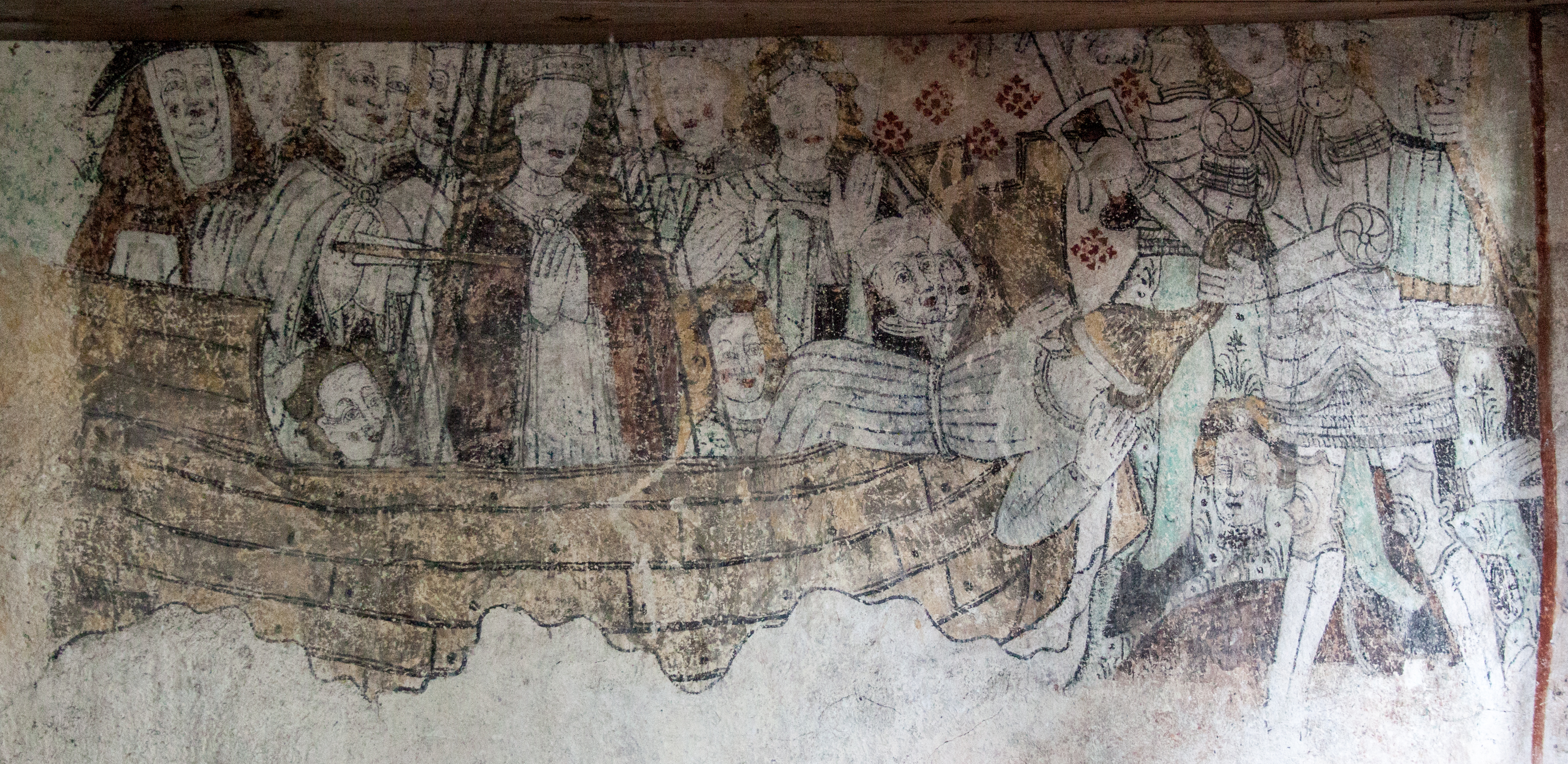
Szent Orsolyát ábrázoló freskó

## Fordítás
- Ez a szócikk részben vagy egészben a Ytterlännäs gamla kyrka című svéd Wikipédia-szócikk ezen változatának fordításán alapul.  Az eredeti cikk szerkesztőit annak laptörténete sorolja fel. Ez a jelzés csupán a megfogalmazás eredetét és a szerzői jogokat jelzi, nem szolgál a cikkben szereplő információk forrásmegjelöléseként.